# Lachnaia pubescens
Lachnaia pubescens — вид листоїдів з підродини клітріних. Зустрічається в Північно-Західній Африці, на Піренейському півострові, в Південній Франції, Корсиці та Сардинії.